# The Negro Motorist Green Book
Negro Motorist Green Book (a volte intitolato The Negro Motorist Green-Book o The Negro Travelers' Green Book) era una guida annuale per viaggiatori afroamericani comunemente denominata Green Book.

## Storia
Venne ideata e pubblicata con cadenza annuale dall'impiegato delle poste newyorchese Victor Hugo Green dal 1936 al 1966 (con l'unica sospensione negli anni della seconda guerra mondiale), durante l'era delle leggi Jim Crow, quando era diffusa un'aperta discriminazione contro i non bianchi.
Anche se difficilmente i neri possedevano un'auto a causa della discriminazione razziale e della povertà, gli esponenti dell'emergente classe media afroamericana comprarono le automobili non appena fu possibile ma affrontarono molti inconvenienti lungo il viaggio, sconosciuti alla maggior parte dei bianchi, dal rifiuto di servirli nei ristoranti o di fornire loro un alloggio fino a violenza fisica o all'arresto arbitrario.
In risposta a queste problematiche, Green scrisse una guida ai servizi e ai luoghi relativamente amici degli afroamericani, a cominciare dall'area di New York fino ad arrivare a coprire gran parte del Nord America; Green fondò inoltre un'agenzia di viaggi.
Molti afroamericani hanno iniziato a guidare, in parte per evitare la segregazione sui mezzi pubblici, dove erano costretti in condizioni disagiate. I neri americani impiegati come atleti, intrattenitori e venditori, viaggiavano spesso anche per motivi di lavoro. Green ideò e pubblicò il Green Book "per dare al viaggiatore nero informazioni che gli impedissero di incorrere in difficoltà, imbarazzi e rendere il suo viaggio più piacevole". Oltre a informazioni essenziali su alloggi, stazioni di servizio e garage, la guida forniva dettagli sulle strutture per il tempo libero aperte agli afroamericani, tra cui saloni di bellezza, ristoranti, discoteche e country club. Gli elenchi erano divisi in quattro categorie principali: hotel, motel, case turistiche (residenze private, di solito di proprietà di afroamericani, che fornivano alloggio ai viaggiatori) e ristoranti. 
Da una prima edizione incentrata su New York, pubblicata nel 1936, Green ha continuato ad ampliare la sua guida, arrivando a coprire la maggior parte degli Stati Uniti e parti del Canada, del Messico e delle Bermuda. Il Green Book divenne "la Bibbia del viaggio nero" durante le leggi Jim Crow e permise ai viaggiatori neri di trovare alloggi, attività commerciali e stazioni di servizio che li avrebbero serviti lungo la strada. Era poco conosciuto al di fuori della comunità afro-americana. Poco dopo che è stato promulgato il Civil Rights Act del 1964, che bandiva le discriminazioni razziali per colpa delle quali era nato il Green Book, la pubblicazione è cessata. C'è stato un rinnovato interesse all'inizio del XXI secolo in connessione con gli studi sui viaggi dei neri durante l'era della legge Jim Crow. Sono stati ristampati quattro numeri (1940, 1947, 1954 e 1963) in facsimile a partire dal dicembre 2017.

## Filmografia
- Green Book, regia di Peter Farrelly, 2018
- The Green Book Chronicles, regia di Calvin Alexander Ramsey e Becky Wible Searles, 2019
- Driving While Black: African Americans on the Road in the Era of Jim Crow, regia di Ric Burns, 2019

## Diverse edizioni
- 1939
- 1941
- 1947
- 1948
- 1949
- 1950
- 1951
- 1952
- 1953
- 1954
- 1955
- 1956
- 1957
- 1959
- 1960
- 1961
- 1962

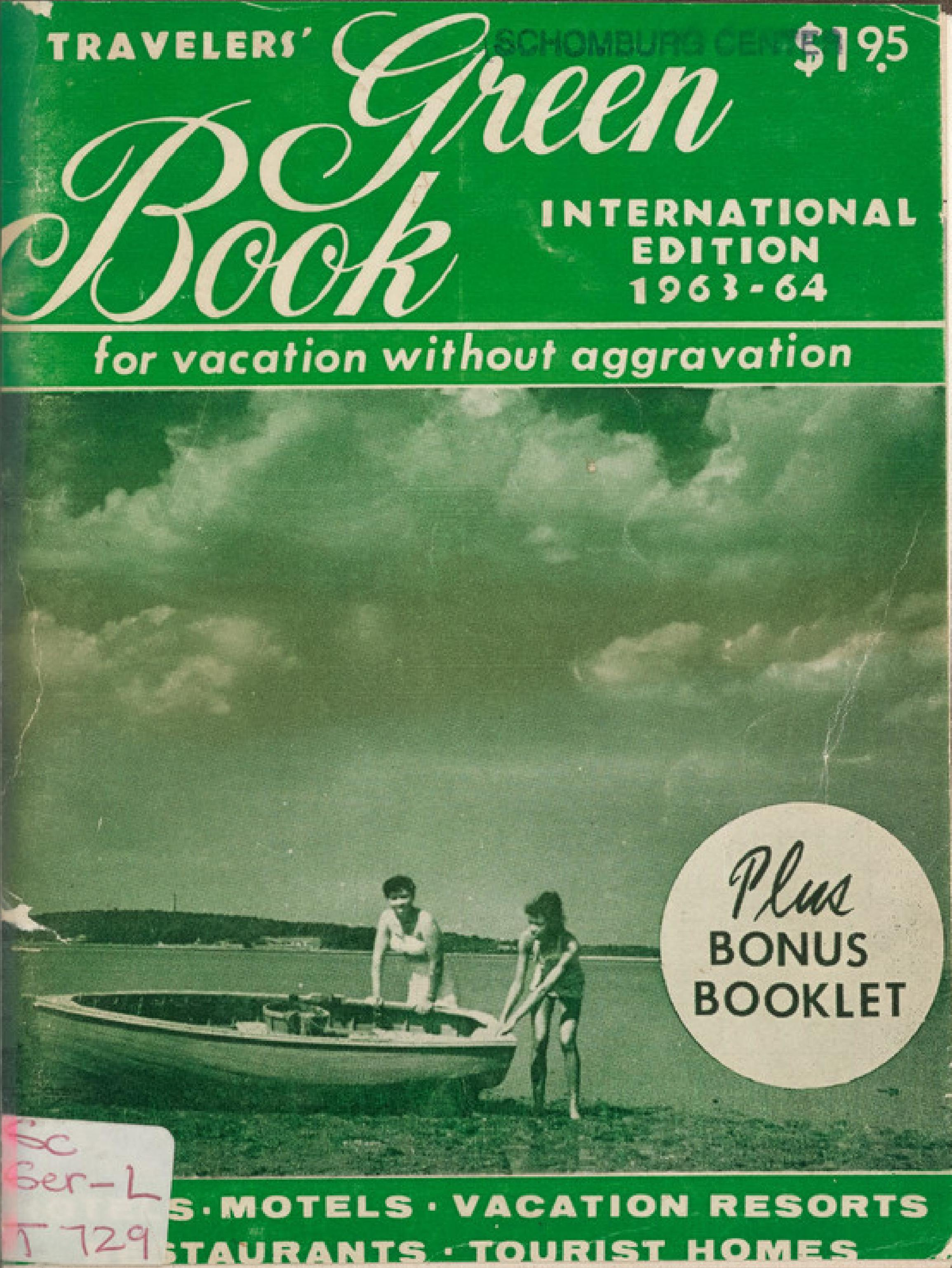
1963-64 (edizione internazionale)